# Miguel Shishman
Miguel Asen III (en búlgaro: Михаил Асен III, romanizado: Mihail Asen III), comúnmente llamado Miguel Shishman (en búlgaro: Михаил Шишман, romanizado: Mihail Šišman), gobernó como zar de Bulgaria de 1323 a 1330. Se desconoce el año exacto de su nacimiento, pero ocurrió probablemente entre 1280 y 1292. Fue el fundador de la última dinastía gobernante del Segundo Imperio búlgaro, la dinastía Shishman. Sin embargo, después de haber sido coronado usó el nombre de Asen para enfatizar su relación con la dinastía Asen, la primera en gobernar sobre el Segundo Imperio.
Gobernante enérgico y ambicioso, Miguel Shishman dirigió una política exterior agresiva, aunque oportunista e incoherente, contra el Imperio bizantino y el Reino de Serbia, que le costó la vida en la desastrosa batalla de Velbazhd. También fue el último gobernante medieval búlgaro que aspiró a la hegemonía militar y política del Imperio búlgaro en los Balcanes y el último que intentó apoderarse de Constantinopla. Le sucedió su hijo Iván Esteban y después su sobrino Iván Alejandro, quien cambió su política mediante la formación de una alianza con Serbia.

## Primeros años y ascensión al trono
Nacido entre 1280 y 1292, Miguel era el hijo del déspota Shishman de Vidin y de una noble búlgara cuyo nombre es desconocido, que además era hija del sebastocrátor Pedro y su esposa Ana Teodora Asenina. Ana Teodora, a su vez, era hija de Iván Asen II e Irene Comnena de Epiro. Miguel también era por el lado paterno un pariente lejano de los zares de Bulgaria, Teodoro Svetoslav y Jorge Terter II. Después de la firma de la paz entre su padre y Esteban Milutin de Serbia en 1292, fue comprometido en matrimonio con la hija del rey serbio Ana Neda, con la que se casó en 1298 o 1299.
Desde mediados del siglo xiii, Vidin era una región autónoma aunque nominalmente sometida a la autoridad de Tarnovo, y estuvo sucesivamente gobernada por Jacobo Svetoslav (fallecido en 1276), Shishman (fallecido entre 1308 y 1313), y después por Miguel. Shishman y su hijo recibieron el título de déspotas de su primo Teodoro Svetoslav; luego una fuente veneciana de la época menciona a Miguel como «déspota de Bulgaria y señor de Vidin». La región dependía hasta cierto punto de la protección serbia para librarse del dominio de Teodoro Svetoslav, pero Miguel, a quien le disgustaba esta dependencia, aprovechó la rivalidad entre los dos adversarios para obtener la máxima autonomía para sí. Con la muerte del rey serbio Esteban Milutin en 1321 y las consiguientes luchas intestinas en Serbia, que eliminaron la influencia de esta en Vidin, Miguel Shishman pudo finalmente dedicarse a la política en la capital del Imperio búlgaro, Tarnovo. A principios de los años 1320 se convirtió en una de las más importantes personalidades en la gestión de los asuntos internos del país y, después de que Jorge Terter II muriese sin descendencia a finales de 1322, acabó siendo elegido zar de Bulgaria por la nobleza —entre finales de 1322 y junio de 1323—. Según algunos historiadores, fue elegido porque era descendiente de la dinastía Asen e interpretaron su ascensión al trono no como el comienzo de una nueva dinastía, sino más bien como una continuación de la Casa de Asen. Su hermano Belaur lo sucedió como déspota de Vidin. La dinastía Shishman rigió Bulgaria hasta la derrota final de esta a manos de los otomanos.

## Relaciones con el Imperio bizantino

### Guerra contra Bizancio

Bulgaria durante el reinado de Miguel Shishman. Movimientos de los ejércitos búlgaro (en rojo), serbio (en verde) y bizantino (en azul) antes de la batalla de Velbazhd.

A la repentina muerte de Jorge Terter le había seguido un breve período de confusión e incertidumbre que aprovechó el emperador bizantino Andrónico III Paleólogo, quien invadió la región del noreste de Tracia en 1323 y conquistó diversas ciudades importantes, incluidas Yambol, Rusokastro, Anquialo, Sozopol y Agatopol. El territorio entre Sliven y Mesembria, con abundante población griega, optó por unirse al Imperio bizantino. La amenaza bizantina había favorecido a Miguel: gran parte de la nobleza había perdido tierras a manos de los bizantinos o temía perderlas, lo que la llevó a apoyar su ascenso al trono búlgaro al considerarlo la figura más poderosa y capaz de enfrentarse a Constantinopla. Al mismo tiempo, un pretendiente al trono apoyado por los bizantinos, Voisil, hermano del antiguo zar búlgaro Smilets, tomó Kran y pasó a controlar los valles entre los montes Balcanes y Sredna Gora desde Sliven hasta Kopsis. Miguel, recién entronizado, marchó hacia el sur para hacer frente a los bizantinos mientras Andrónico III estaba sitiando Filipópolis con otro ejército. La ciudad estaba defendida por una guarnición búlgara dirigida por Iván el Ruso y el asedio fue un fracaso, a pesar de que los bizantinos emplearon una enorme torre de asedio de cinco pisos movida por cien soldados. Mientras el ejército bizantino estaba ocupado en Filipópolis, Miguel dirigió sus tropas hacia el noreste de Tracia y rápidamente recobró las ciudades perdidas, lo que obligó a los bizantinos a retirarse.
Aunque Miguel obligó a Andrónico III a replegarse, los bizantinos lograron tomar Filipópolis mientras los búlgaros estaban cambiando la guarnición. A pesar de la pérdida, Miguel fue capaz de expulsar a Voisil y recuperar completamente el norte y noreste de Tracia en 1324. En 1324, el emperador búlgaro invadió el Imperio bizantino avanzando hasta Trajanópolis y Vira, en el curso inferior del río Maritsa. Andrónico III, en inferioridad numérica, no se atrevió a enfrentar directamente al ejército búlgaro y desafió a Miguel Shishman a un duelo para resolver el conflicto. El zar búlgaro respondió con las palabras citadas por Juan Cantacuceno:

Estúpido sería el herrero que en lugar de tomar el hierro caliente con unas pinzas lo tomara con sus manos. Él mismo sería ridiculizado por los búlgaros si no arriesgara su numeroso y fuerte ejército sino su propio cuerpo.

Cantacuceno también afirmó que el emperador bizantino se habría puesto furioso con la respuesta y a causa de la astucia del búlgaro. Pero Miguel, que conocía del conflicto del emperador contra su abuelo, Andrónico II, dio a entender que podría ayudarlo en el futuro en caso de guerra y regresó a Bulgaria prometiendo que pronto habría negociaciones entre ambos.

### Acuerdo de paz y participación en la guerra civil bizantina
En un concilio realizado en Constantinopla sobre las relaciones con Bulgaria, se decidió que los dos países debían comenzar las negociaciones a pesar de las demandas para castigar a los búlgaros por la invasión. Las conversaciones entre búlgaros y bizantinos se sucedieron a lo largo de 1323 y 1324 y condujeron a un pacto. Miguel se divorció de su esposa serbia Ana Neda y se casó con la bizantina Teodora Paleóloga, viuda del emperador Teodoro Svetoslav y hermana de Andrónico III. Las razones exactas de este acto no están claras. Muchos historiadores sugieren que el deterioro de las relaciones entre Bulgaria y Serbia tenía sus raíces en la invasión serbia de Macedonia. El matrimonio consolidó el tratado de paz con el Imperio bizantino. La necesidad de un aliado contra los serbios hizo a Miguel Shishman propenso a hacer concesiones: se decidió que la frontera debía seguir la línea Filipópolis-Chernomen-Sozopol. El acuerdo se firmó finalmente en el otoño de 1324 y Miguel Shishman pasó los siguientes años en paz con sus vecinos.
En 1327 Miguel participó en la guerra civil bizantina, tomando partido por su cuñado Andrónico III, mientras que el abuelo y rival de este, Andrónico II, consiguió el apoyo del rey de Serbia. Andrónico III y Miguel se reunieron en Chernomen —o, según Nicéforo Grégoras, en Demotika— y firmaron una alianza militar contra Serbia. Andrónico III prometió a Bulgaria un territorio con varias ciudades importantes, además de una gran suma de dinero, si podía convertirse en el único emperador. Gracias a esta alianza, Andrónico III consiguió tomar Macedonia, pero su éxito hizo que Miguel Shishman, más interesado en un prolongado conflicto entre los bizantinos que en el triunfo de su aliado, también iniciase conversaciones con Andrónico II, ofreciéndole apoyo militar a cambio de dinero y la concesión de territorios fronterizos. El zar envió un destacamento de caballería de tres mil hombres bajo el mando de Iván el Ruso, de Yambol, para custodiar el palacio imperial de Constantinopla y a Andrónico II, pero su verdadera intención era capturar al viejo emperador y la ciudad. Advertido por su nieto, Andrónico II prudentemente mantuvo alejados a los búlgaros de la capital y de sí mismo. Cuando Miguel se enteró de que sus planes habían sido desvelados, mandó una carta a Iván para que se retirara, con una pluma con la punta chamuscada que significaba que las órdenes tenían que ejecutarse inmediatamente. Las tropas se dedicaron al saqueo de Tracia antes de retirarse. Andrónico III, mediante negociaciones y amenazas a Miguel, también había contribuido a la retirada de las fuerzas búlgaras; una vez que estas hubieron partido, Andrónico III pudo entrar en Constantinopla el 24 de mayo de 1328 y hacerse con el trono pacíficamente.
Después del triunfo de Andrónico III sobre su abuelo, Miguel Shishman trató de obtener algunos territorios por la fuerza. Invadió Tracia en junio de 1328 y saqueó los alrededores de Viza, pero se retiró ante el avance de Andrónico III. Otro enfrentamiento frente a Adrianópolis sesenta días después terminó sin batalla y con la renovación del tratado de paz en octubre de 1328; después de eso Miguel Shishman regresó a su país, pero no sin antes obtener un gran tributo. A cambio, los búlgaros devolvieron la fortaleza de Bucoleón, que habían tomado durante las etapas iniciales de la campaña. A comienzos de 1329, el zar búlgaro solicitó una reunión personal con su homólogo bizantino para negociar un tratado definitivo y planear operaciones militares conjuntas contra el creciente poder de Serbia. En la localidad conocida como Krimni, entre Sozopol y Anquialo, los dos firmaron «una paz duradera y una alianza eterna».

## Relaciones con Serbia

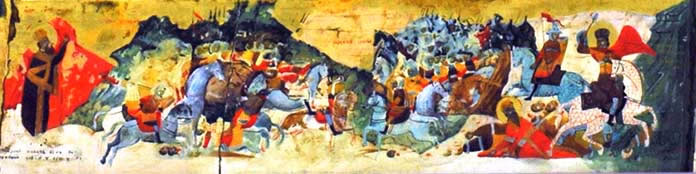
La batalla de Velbazhd. Miguel perdió la vida en el combate, que supuso un descalabro para la armas búlgaras y otorgó primacía a Serbia en los Balcanes hasta las victorias otomanas medio siglo más tarde. Fresco del monasterio de Visoki Dechani (siglo xvi).

El divorcio y encarcelamiento de Ana Neda —y de su hijo, hasta entonces heredero de Miguel— en 1324 empeoró las relaciones entre Bulgaria y el Reino de Serbia, que habían sido cordiales desde inicios del siglo xiv. Ana Neda tuvo que abandonar Tarnovo con sus hijos y buscó refugio en la corte de su hermano Esteban Dečanski, el rey de Serbia. Sin embargo, Dečanski estaba en guerra contra su primo Vladislav de Sirmia y no podía oponerse a Miguel. El zar búlgaro incluso reconoció a Esteban Vladislav como rey de Serbia, pero su apoyo fue insuficiente. En la primavera de 1324, Dečanski envió al futuro arzobispo de Serbia Danilo II para negociar con el zar en Tarnovo, pero su misión no obtuvo ningún resultado. Los dos países estaban de nuevo en bandos opuestos durante la guerra civil bizantina, con los búlgaros aliados de Andrónico III y los serbios coligados con Andrónico II. Se disputaban, además, el control de Macedonia. Para proteger esta región de las incursiones serbias, Andrónico III renovó su alianza con Miguel en octubre de 1328.
Después del nuevo acuerdo con Andrónico III, Miguel comenzó los preparativos para atacar mientras los serbios estaban saqueando los alrededores de Ohrid —las huestes serbias se retiraron sin lograr conquistar la ciudad cuando Andrónico envió fuerzas para expulsarlas—. Andrónico y Miguel se decidieron a lanzar una campaña conjunta contra Serbia en 1330. Según los cronistas serbios, Miguel arrogantemente exigió la sumisión del rey serbio —que había solicitado infructuosamente la paz— y amenazó con «establecer su trono en el centro del territorio serbio». En 1330, Miguel marchó hacia Serbia con un ejército de quince mil hombres —incluyendo refuerzos de sus vasallos de Valaquia y Moldavia— y esperaba reunirse con el ejército de Andrónico III que avanzaba desde el sur. En un principio se dirigió a Vidin, donde los historiadores creen que quería unir fuerzas con su hermano Belaur, para después marchar hacia el sur. Debido a la mala coordinación con los bizantinos, el ejército búlgaro se encontró solo con los serbios, cuyo ejército era de unos quince mil hombres, cerca de Velbazhd (Kyustendil). En una reunión personal, los dos gobernantes acordaron una tregua de un día, pues ambos esperaban refuerzos. Confiando en el acuerdo, Miguel permitió a su ejército dispersarse para buscar provisiones. Sin embargo, en la mañana del 28 de julio, llegó un importante refuerzo serbio de mil jinetes almogávares capitaneados por el hijo del rey, Esteban Dušan, y los serbios rompieron el acuerdo atacando a los búlgaros. A pesar del inesperado ataque, Miguel trató de reunir a sus huestes, pero fue demasiado tarde y los serbios salieron victoriosos del combate. El resultado de la batalla definió el balance de poder en los Balcanes durante las siguientes décadas y, aunque Bulgaria no cedió territorio a Serbia —pero sí lo perdió en el norte, donde la debilidad búlgara permitió a la Horda de Oro avanzar hasta el Danubio, y en el sur, donde los bizantinos, que rompieron la alianza que no habían respetado, aprovecharon para recuperar terreno—, los serbios pudieron conquistar gran parte de Macedonia. Serbia dominó los Balcanes durante el medio siglo siguiente, hasta la victoria final otomana en la región. El vencedor logró además imponer a la nobleza búlgara la restauración en la posición de su hermana, que regresó a la capital búlgara, y el reconocimiento de los derechos de su sobrino Iván Esteban al trono. Pronto, empero, la aristocracia búlgara se rebeló contra este e impuso en el trono al sobrino de Miguel, Iván Alejandro, que casó a su hermana con el nuevo rey serbio Esteban Dušan —la nobleza serbia también se había alzado contra Esteban Dečanski y lo había asesinado—, se alió con él, tomó las armas contra los bizantinos y recuperó el territorio meridional perdido tras la derrota de Miguel en Velbazhd.

## Muerte y legado

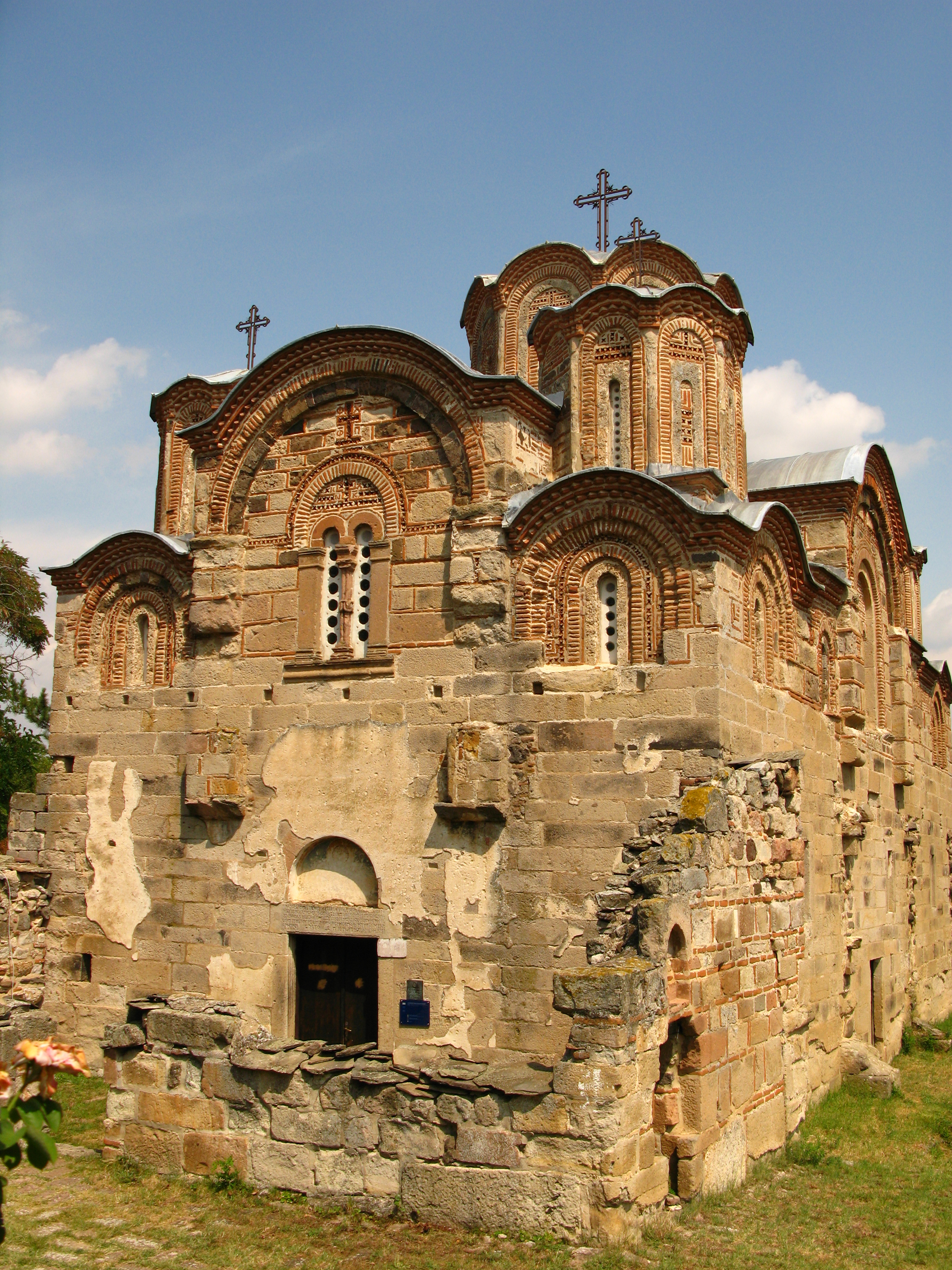
La iglesia de San Jorge, donde Miguel Shishman fue enterrado.

Las circunstancias de la muerte de Miguel Shishman son poco claras. Según el emperador e historiador bizantino Juan Cantacuceno, el zar búlgaro fue herido mortalmente en la batalla y murió inmediatamente, mientras que otro historiador bizantino sugiere que vivió tres días más, inconsciente, y que falleció al cuarto. Las crónicas serbias afirman que su caballo fue derribado durante la batalla y lo aplastó. Cuando su cuerpo fue llevado ante Dečanski, este se entristeció, aunque recordó que el búlgaro prefería la guerra a la paz. El historiador y clérigo búlgaro de principios del siglo xv Gregorio Tsamblak afirma que Miguel fue capturado y asesinado por el hijo del rey serbio, Esteban Dušan. Miguel Shishman fue enterrado en la iglesia de San Jorge en Staro Nagoričane.
El zar Miguel Shishman es considerado un monarca vanidoso, agresivo y oportunista, cuya mudable política exterior probablemente culminó en la batalla que le costó la vida. Por otra parte, era claramente de fuerte carácter y enérgico; fue capaz de superar y revertir las pérdidas de Bulgaria durante el período de debilidad que precedió a su ascenso al trono y también consiguió mantener la paz y la seguridad interna de Bulgaria durante su reinado. Andreev lo considera el más notable monarca búlgaro del siglo xiv. Según Cantacuceno, Miguel deseaba expandir su país desde «Bizancio hasta el Istros», es decir, desde Constantinopla hasta el Danubio; fue el último gobernante medieval búlgaro que intentó conquistar la capital bizantina. También fue el primer gobernante búlgaro en décadas en tratar de llevar a cabo una política más activa en Macedonia. El reverso de los billetes búlgaros de dos levs, emitidos en 1999 y 2005, muestra el sello de Miguel Shishman.

## Matrimonios y descendencia
| \| \| \| \| \| \| \| \| \| \| \| \| \| \| \| \| \| \| \| \| 2. Shishman de Vidin \| \| \| \| \| \| \| \| \| \| \| \| \| \| \| \| \| \| \| \| \| \| \| \| \| \| \| \| \| \| \| \| \| \| \| \| \| \| \| \| \| \| \| \| \| \| \| \| \| \| \| \| \| \| 1. Miguel Shishman \| \| \| \| \| \| \| \| \| \| \| \| \| \| \| \| \| \| \| \| \| \| \| \| \| \| \| \| \| \| \| \| \| \| \| \| \| \| \| \| \| \| \| \| \| \| \| \| \| \| \| \| \| \| 6. Pedro \| \| \| \| \| \| \| \| \| \| \| \| \| \| \| \| \| \| \| \| \| \| \| \| \| \| \| \| \| \| \| \| \| \| \| \| \| \| \| \| \| \| \| \| \| \| \| \| \| \| \| \| \| \| 3. hija de Ana Teodora Asenina \| \| \| \| \| \| \| \| \| \| \| \| \| \| \| \| \| \| \| \| \| \| \| \| \| \| \| \| \| \| \| \| \| \| \| \| \| \| \| \| \| \| \| \| \| \| \| \| \| \| \| \| \| \| 28. Iván Asen I \| \| \| \| \| \| \| \| \| \| \| \| \| \| \| \| \| \| \| \| \| \| \| \| \| \| \| \| \| \| \| \| \| \| \| \| \| \| \| \| \| \| \| \| \| \| \| \| \| \| \| \| \| \| 14. Iván Asen II \| \| \| \| \| \| \| \| \| \| \| \| \| \| \| \| \| \| \| \| \| \| \| \| \| \| \| \| \| \| \| \| \| \| \| \| \| \| \| \| \| \| \| \| \| \| \| \| \| \| \| \| \| \| 29. Helena de Bulgaria \| \| \| \| \| \| \| \| \| \| \| \| \| \| \| \| \| \| \| \| \| \| \| \| \| \| \| \| \| \| \| \| \| \| \| \| \| \| \| \| \| \| \| \| \| \| \| \| \| \| \| \| \| \| 7. Ana Teodora Asenina \| \| \| \| \| \| \| \| \| \| \| \| \| \| \| \| \| \| \| \| \| \| \| \| \| \| \| \| \| \| \| \| \| \| \| \| \| \| \| \| \| \| \| \| \| \| \| \| \| \| \| \| \| \| 30. Teodoro Comneno Ducas \| \| \| \| \| \| \| \| \| \| \| \| \| \| \| \| \| \| \| \| \| \| \| \| \| \| \| \| \| \| \| \| \| \| \| \| \| \| \| \| \| \| \| \| \| \| \| \| \| \| \| \| \| \| 15. Irene Comnena Ducaina \| \| \| \| \| \| \| \| \| \| \| \| \| \| \| \| \| \| \| \| \| \| \| \| \| \| \| \| \| \| \| \| \| \| \| \| \| \| \| \| \| \| \| \| \| \| \| \| \| \| \| \| \| \| 31. María Petralifina \| \| \| \| \| \| \| \| \| \| \| \| \| \| \| \| \| \| \| \| \| \| \| \| \| \| \| \| \| \| \| \| \| \| \| \| \| \| \| \| \| \| \| \| \| \| \| \| \| \| \| \| |                                |  |  |  |  |  |  |  |  |  |  |  |  |  |  |  |
| |                                |  |  |  |  |  |  |  |  |  |  |  |  |  |  |  |
| | 2. Shishman de Vidin           |  |  |  |  |  |  |  |  |  |  |  |  |  |  |  |
| |                                |  |  |  |  |  |  |  |  |  |  |  |  |  |  |  |
| |                                |  |  |  |  |  |  |  |  |  |  |  |  |  |  |  |
| | 1. Miguel Shishman             |  |  |  |  |  |  |  |  |  |  |  |  |  |  |  |
| |                                |  |  |  |  |  |  |  |  |  |  |  |  |  |  |  |
| |                                |  |  |  |  |  |  |  |  |  |  |  |  |  |  |  |
| | 6. Pedro                       |  |  |  |  |  |  |  |  |  |  |  |  |  |  |  |
| |                                |  |  |  |  |  |  |  |  |  |  |  |  |  |  |  |
| |                                |  |  |  |  |  |  |  |  |  |  |  |  |  |  |  |
| | 3. hija de Ana Teodora Asenina |  |  |  |  |  |  |  |  |  |  |  |  |  |  |  |
| |                                |  |  |  |  |  |  |  |  |  |  |  |  |  |  |  |
| |                                |  |  |  |  |  |  |  |  |  |  |  |  |  |  |  |
| | 28. Iván Asen I                |  |  |  |  |  |  |  |  |  |  |  |  |  |  |  |
| |                                |  |  |  |  |  |  |  |  |  |  |  |  |  |  |  |
| |                                |  |  |  |  |  |  |  |  |  |  |  |  |  |  |  |
| | 14. Iván Asen II               |  |  |  |  |  |  |  |  |  |  |  |  |  |  |  |
| |                                |  |  |  |  |  |  |  |  |  |  |  |  |  |  |  |
| |                                |  |  |  |  |  |  |  |  |  |  |  |  |  |  |  |
| | 29. Helena de Bulgaria         |  |  |  |  |  |  |  |  |  |  |  |  |  |  |  |
| |                                |  |  |  |  |  |  |  |  |  |  |  |  |  |  |  |
| |                                |  |  |  |  |  |  |  |  |  |  |  |  |  |  |  |
| | 7. Ana Teodora Asenina         |  |  |  |  |  |  |  |  |  |  |  |  |  |  |  |
| |                                |  |  |  |  |  |  |  |  |  |  |  |  |  |  |  |
| |                                |  |  |  |  |  |  |  |  |  |  |  |  |  |  |  |
| | 30. Teodoro Comneno Ducas      |  |  |  |  |  |  |  |  |  |  |  |  |  |  |  |
| |                                |  |  |  |  |  |  |  |  |  |  |  |  |  |  |  |
| |                                |  |  |  |  |  |  |  |  |  |  |  |  |  |  |  |
| | 15. Irene Comnena Ducaina      |  |  |  |  |  |  |  |  |  |  |  |  |  |  |  |
| |                                |  |  |  |  |  |  |  |  |  |  |  |  |  |  |  |
| |                                |  |  |  |  |  |  |  |  |  |  |  |  |  |  |  |
| | 31. María Petralifina          |  |  |  |  |  |  |  |  |  |  |  |  |  |  |  |
| |                                |  |  |  |  |  |  |  |  |  |  |  |  |  |  |  |
| |                                |  |  |  |  |  |  |  |  |  |  |  |  |  |  |  |

Miguel Shishman primero estuvo casado con Ana Neda de Serbia, la hija de Esteban Uroš II Milutin de Serbia, y de este matrimonio tuvo cuatro hijos:
- Iván Esteban, que le sucedió como emperador de Bulgaria.[56][48] Recibió el título de zar en vida de su padre.[55]
- Miguel, que gobernó poco tiempo como déspota[55] de Vidin.
- Shishman, pretendiente al trono de Bulgaria en oposición a Iván Alejandro.
- Ludovico, que aparece mencionado en un documento napolitano que no indica que poseyese título alguno.[55]

De su segundo matrimonio con Teodora Paleóloga, la hija de Miguel IX Paleólogo y viuda de Teodoro Svetoslav, Miguel Shishman tuvo varios hijos cuyos nombres se desconocen.